# Montague Rhodes James
Montague Rhodes James OM, FBA, mer känd under det namn han publicerade under, M. R. James, född 1 augusti 1862 i Goodnestone Parsonage, Kent, England, död 12 juni 1936 i Eton, Berkshire, England, var en brittisk medeltidsforskare och provost (rektor/prefekt) vid King's College, Cambridge, idag främst ihågkommen för sina gotiska spökberättelser vilka influerat exempelvis författare som H. P. Lovecraft, Ramsey Campbell och Stephen King.